# Saint-Georges-de-Chesné
Saint-Georges-de-Chesné era una comuna francesa que estaba situada en el departamento de Ille y Vilaine, de la región de Bretaña que el 1 de enero de 2019 pasó a formar parte de la comuna nueva de Rives-du-Couesnon como comuna delegada.

## Demografía
| Gráfica de evolución demográfica de Saint-Georges-de-Chesné entre 1800 y 2021 |
|                                                                               |

Los datos demográficos contemplados en este gráfico de la comuna de Saint-Georges-de-Chesné se han cogido de 1800 a 1999 de la página francesa EHESS/Cassini, y los demás datos de la página del INSEE.